# 미나토 (가수)
미나토(일본어: 美奈斗, 1981년 2월 14일 ~ )는 일본의 배우 겸 가수이다. 소속사는 토미즈 아티스트 컴퍼니.

## 약력
2001년《주간 영 선데이》에 연재된 만화《なんてっ探偵アイドル》와 미디어 믹스되어 본 작품에 등장하는 등, 그라비아 아이돌 야마부키 미나토로 데뷔한다.
라이브 하우스와 소속사 극단 前方公演墳의 공연에 출연을 거쳐, 2006년 10월 5일부터 방영될 애니메이션 《009-1》의 주제가 〈Destiny girl〉를 부르게 된 것을 계기로 2006년 7월 25일 미나토로 개명했으며, 동년 12월 6일 싱글《Destiny girl》을 발매 메이저 무대에 데뷔했다.